# Rami Yacoub
Rami Yacoub (Estocolmo, 17 de Janeiro de 1975) é um produtor e compositor musical sueco. Juntamente com seu parceiro Max Martin e outros compositores, ele tralhou para artistas como Shayne Ward, Stephanie McIntosh, Backstreet Boys, Westlife, Pink, Celine Dion, Britney Spears e N'Sync.

## Biografia
Rami, filho de pais palestinos, começou sua carreira musical aos 13 anos, quando começou a tocar baixo em uma banda em Estocolmo. Seu talento para a composição já estava em evidência ao escrever muitas das músicas do grupo. Yacoub também teve uma curta carreira como cantor, mas decidiu dedicar toda a sua atenção à escrita e produção. Aos 18 descobriu a produção quando, com a ajuda de um sampler, uma pequena mesa de mixagem, sintetizadores", começou a fazer remixes.
Em 1998, ele foi abordado por Max Martin, que estava procurando um novo parceiro de produção, e pediu para se juntar ao lendário Cheiron Studios em Estocolmo. A primeira colaboração de Rami com Martin foi produzir o hit "...Baby One More Time" que lançou a carreira de Britney Spears. Após dez anos de serviço, Rami se separou amigavelmente de Maratone no início de 2008 porque sentiu que "precisava seguir seu próprio caminho". Depois de tirar vários anos de folga para respirar e avaliar o que ele queria fazer a seguir, ele começou a montar seu próprio grupo de produção baseado em seus Kinglet Studios em Los Angeles e Estocolmo, Suécia.

## Influencias
Yacoub disse que cresceu ouvindo The Beatles, Prince e Tom Jones. Outros artistas, incluindo Motley Crue, AC/DC, Iron Maiden, também tiveram grandes impactos. Ele considera Denniz Pop seu "padrinho" da indústria da música e mentor pessoal.